# Anna Magdalena Bach
Anna Magdalena Bach-Wilcke (Zeitz, 22 settembre 1701 – Lipsia, 22 febbraio 1760) è stata una musicista tedesca, seconda moglie di Johann Sebastian Bach.

## Biografia
Nacque a Zeitz, in Sassonia, presso una famiglia di musicisti. Suo padre, Johann Caspar Wilcke, era un trombettista e sua madre, Margaretha Elisabeth Liebe, era la figlia di un organista. Della sua educazione musicale si conosce molto poco, ma durante il 1721 era impegnata come cantante e probabilmente aveva già conosciuto Johann Sebastian Bach da un po' di tempo.
Si sposò con Johann Sebastian Bach a Köthen il 3 dicembre 1721, diciassette mesi dopo la morte della sua prima moglie Maria Barbara Bach. Tra il 1723 e il 1742 ebbero insieme tredici figli, di cui sette morirono in giovane età. Tra coloro che sopravvissero ci furono Johann Christian Bach e Johann Christoph Friedrich Bach.
Il loro matrimonio fu felice anche grazie all'interesse di entrambi per la musica. Johann Sebastian Bach le dedicò anche delle musiche, che raccolse in un quaderno chiamato  Piccolo libro di Anna Magdalena Bach. Ai giorni d'oggi ne sono pervenute due versioni: la prima scritta nel 1722 a Köthen e la seconda scritta nel 1725 a Lipsia. Lei inoltre lo aiutava regolarmente a trascrivere la sua musica.
Durante il soggiorno della famiglia Bach a Lipsia, Anna Magdalena organizzava regolarmente delle serate in cui invitava amici di famiglia ad ascoltare tutta la famiglia che suonava e cantava. La casa della famiglia Bach divenne un centro musicale a Lipsia.
Dopo la morte di Johann Sebastian Bach nel 1750, i figli entrarono in contrasto tra loro e ognuno di loro prese la propria strada. Questo fece sì che Anna Magdalena vivesse da sola con le sue due figlie più giovani e con Catharina Dorothea, figlia di primo letto di Johann Sebastian. Eccetto le figlie, che le rimasero vicine, nessun altro familiare la aiutò economicamente. Anna Magdalena fu costretta così a chiedere la carità e l'elemosina dal consiglio cittadino. Morì il 22 febbraio 1760.

## Attribuzione delle opere a Johann Sebastian Bach
Nel 2006 uno studioso ha avanzato la teoria che Anna Magdalena possa aver composto alcune delle musiche attribuite fino ad ora a Johann Sebastian Bach.
Il professor Martin Jarvis della Charles Darwin University School of Music di Darwin in Australia ha infatti affermato che probabilmente fu lei ad aver scritto le famose Suites per violoncello solo (BWV 1007-1012), alcune Variazioni Goldberg (BWV 988) e il primo preludio de Il clavicembalo ben temperato (BWV 846). Tale idea è accolta con radicale scetticismo da alcuni importanti violoncellisti e musicologi, vista la difficoltà per conferme a tali ipotesi, pur trovando lodevoli le tecniche d'indagine usate da Jarvis.